# Culture de l'Albanie

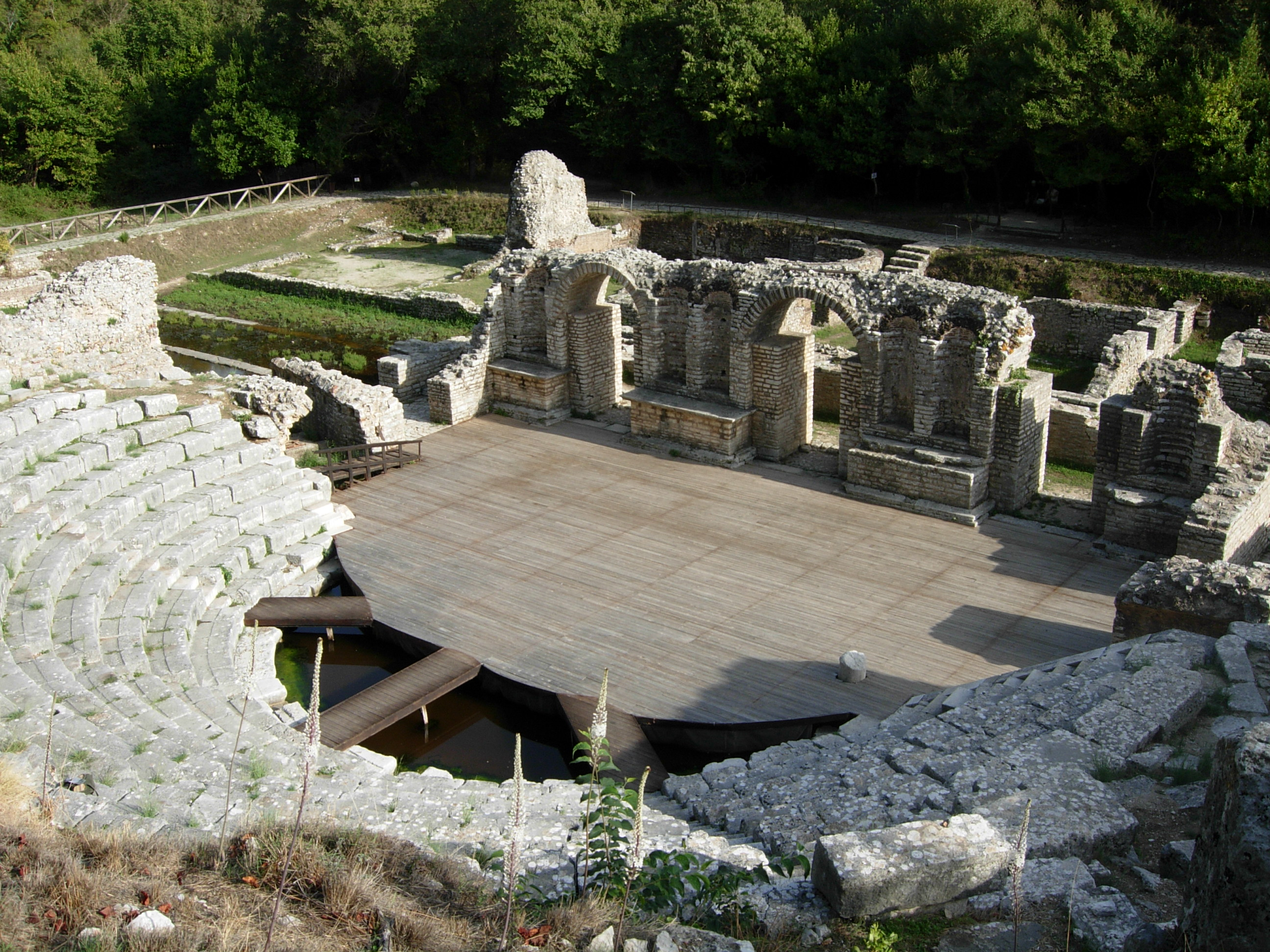
Ancien théâtre de Butrint

La culture de l'Albanie, pays de l'Europe du Sud-Est, désigne d'abord les pratiques culturelles observables de ses habitants (3 100 000, estimation 2017).

## Langues, peuples, cultures

### Langues
- Langues en Albanie, Langues d'Albanie

## Traditions

### Religion
- Religion en Albanie, Religion en Albanie (rubriques)

### Symboles
- Symboles de l'Albanie  armoiries, drapeau, hymne national…
- Hymni i Flamurit, hymne national,
- Armoiries de l'Albanie

### Folklore
- Vêtements nationaux albanais
  - Fustanelle
  - Opinga
  - Qeleshe
  - Xhubleta

### Mythologie
- Bolla (dragon)

### Religion
- Religion en Albanie

### Fêtes
| Date                         | Nom français           | Nom local                           | Remarques    |
| ---------------------------- | ---------------------- | ----------------------------------- | ------------ |
| 1er et 2 janvier             | Nouvel an              | Viti i Ri                           |              |
| date variable                | Bajrami i Vogël        |                                     |              |
| 1er mars                     | Fête du printemps      | Dita e Pranveres                    |              |
| 7 mars                       | Jour du professeur     | Dita e Mësuesit                     | Officiel     |
| 8 mars                       | Fête des femmes        | Dita e Grave                        | Officiel     |
| 14 mars                      | Fête de l été          | Dita e Veres                        |              |
| 22 mars                      |                        | Dita e Ré                           |              |
| 1er avril                    | Poisson d'avril        | Dita e Rrenave, Dita e Gënjeshtrave | Non officiel |
| date variable                | Pâques                 | Pashkët Katolike                    |              |
| 1er mai                      | Fête du Travail        | Një Maji                            |              |
| 19 octobre                   | Jour de Mère Teresa    | Dita e Nënë Terezës                 |              |
| date variable Bajrami i Madh |                        |                                     |              |
| 31 octobre                   | Carnaval               | Karnavalet                          | Non officiel |
| 28 novembre                  | Jour de l'Indépendance | Dita e Pavarësisë                   |              |
| 29 novembre                  | Jour de la Libération  | Dita e Çlirimit                     |              |
| 25 décembre                  | Noël                   | Krishtlindjet                       |              |

## Société

### Éducation
- Réseau des universités de la mer Noire (en)
- École française internationale de Tirana (EFIT)[1]
- École (privée) franco-albanaise Victor Hugo, rue Tre Vëllezërit Kondi, Tirana[2], depuis 2000

### Divers
- Coût de la vie[3] : en décembre 2017, le salaire moyen serait de 333 euros (contre 2900 en France).

## Arts de la table

### Cuisine(s)
- Cuisine albanaise, Cuisine albanaise (rubriques)

Le territoire de l'Albanie a été occupé par la Grèce, l'Italie et l'Empire ottoman et chaque groupe a laissé sa marque sur la cuisine albanaise.
Le repas principal des albanais est le déjeuner, il est habituellement accompagné d'une salade de légumes, comme des tomates, des concombres, des poivrons verts, et des olives avec de l'huile d'olive, du vinaigre et du sel. Le déjeuner inclut également un plat principal, des légumes et de la viande. Les spécialités de fruits de mer sont également communes dans les secteurs côtiers de Durrës, Vlorë et Sarandë. Et une des spécialités est la Pita ou aussi dit la Pitou[non pertinent].

### Boisson(s)
- Birra Korça

## Santé
- Santé en Albanie, Santé en Albanie (rubriques)

### Sports
- Sport en Albanie, Sport en Albanie (rubriques)

## Média
- Média en Albanie, Média en Albanie (rubriques)
- Telecommunications in Albania (en)
- News in Albania (en)

### Presse
- Presse écrite en Albanie, Presse écrite en Albanie (rubriques)
- List of newspapers in Albania (en)
- List of magazines in Albania (en)

### Cinéma
- Festival international du film de Tirana

### Radio
- Radio en Albanie, Radio en Albanie (rubriques)
- Liste des stations de radio en Albanie

### Télévision
- Liste des chaînes de télévision en Albanie, Télévision en Albanie (rubriques)

### Internet
- Internet en Albanie, Internet en Albanie (rubriques)
- Sites internet d'information
  - Balkanweb (en), Gazeta 55, Gazeta Telegraf, Koha Jonë, Shqiperia Online
- Press Reader[4] (Bulac/Inalco)

## Littérature
- Littérature albanaise
- Écrivains albanais, par ordre alphabétique
- Écrivains albanais

### Littérature contemporaine

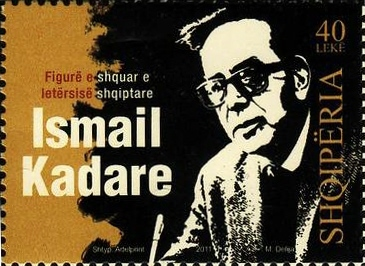
Ismail Kadare sur un timbre émis en 2011

À l'image de son passé agité et des espérances permises par l'ouverture à l'occident des années 1990, l'Albanie possède une littérature contemporaine très riche et d'une grande variété de styles. On peut distinguer grossièrement les auteurs qui ont écrit la majeure partie de leur œuvre pendant la période communiste de ceux dont l'œuvre se situe autour ou après la transition démocratique. Les premiers ont souvent écrit des œuvres lyriques Lasgush Poradeci ou métaphoriques (Ismail Kadare dans Le Palais des rêves) tandis que les seconds vont souvent évoquer ouvertement la dictature et ses conséquences, sociales et psychologiques (Fatos Kongoli, Ornela Vorpsi, Ylljet Aliçka,Valdete Antoni, Besnik Mustafaj, Bashkim Shehu, Arian Leka, Zija Çela).  
Les principaux écrivains albanais sont :
- Ismail Kadare, l'écrivain le plus connu d'Albanie, qui a obtenu le prix Man Booker International en 2005.
- Fatos Kongoli, a reçu de nombreux prix dans son pays. Ses romans, souvent teintés de noirceur et d'un extrême réalisme, évoquent le trouble voire la folie de personnages pendant et après le traumatisme créé par le système totalitaire. Ses œuvres sont traduites dans de nombreuses langues dont le français.
- Cizia Zykë, écrivain et aventurier français né d'une mère grecque et d'un père albanais devenu légionnaire ; a écrit quatre romans qui expliquent comment différents trafics se sont développés en Albanie durant les années 1990 : Les Aigles et la trilogie Au nom du père. Il est par ailleurs l'auteur d'un reportage sur le code d'honneur albanais, le Kanoun.
- Gjergj Millosh Nikolla dit Migjeni.
- Xhevahir Spahiu, poète et traducteur.

## Arts visuels
- Artistes albanais
- Artistes contemporains albanais
- Musées d'art en Albanie

### Peinture

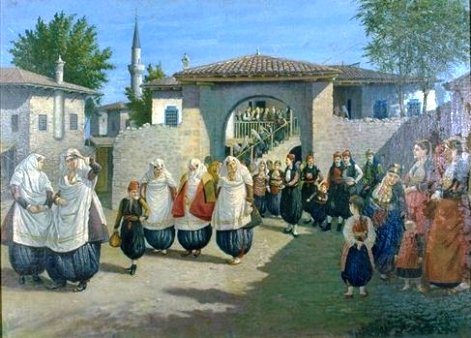
Kolë Idromeno, Dasma Shkodrane (1924)

- Peintres albanais
  - Kolë Idromeno, Agim Zajmi[5]

### Sculpture
- Sculpteurs albanais

### Architecture
- Architecture en Albanie (en)
- Architectes albanais

### Photographie
- Photographes albanais

## Arts du spectacle
- Spectacle vivant, Performance, Art sonore
- Arts de performance par pays

### Musique
- Musiciens albanais
- Chanteurs albanais
- Musique des Balkans : Musique serbe, Musique macédonienne
- Musique albanaise
- Music of Kosovo (en)
- Traditional music in Kosovo (en)

### Danse
- List of Albanian dances (en)

### Autres scènes: marionnettes, mime, pantomime, prestidigitation
Les arts mineurs de scène, arts de la rue, arts forains, cirque, théâtre de rue, spectacles de rue, arts pluridisciplinaires, performances manquent encore de documentation pour le pays …
Pour le domaine de la marionnette, le site de référence de l'Union internationale de la marionnette UNIMA) ne fournit aucune information. Et pourtant se tient à Tirana en 2019 un International Puppet Theater Festival Albania.

### Cinéma
- Cinéma albanais, Cinéma albanais (rubriques)
- Réalisateurs albanais
  - Dhimitër Anagnosti, Kristaq Dhamo, Gëzim Erebara, Hysen Hakani, Viktor Gjika, Muharrem Fejzo, Xhanfize Keko, Fatmir Koçi, Saimir Kumbaro, Piro Milkani, Vladimir Prifti, Gjergj Xhuvani, Kujtim Çashku
- Scénaristes albanais
  - Natasha Lako
- Acteurs albanais, Actrices albanaises
  - Roza Anagnosti, Piro Milkani, Aleksander Moisiu, Kadri Roshi, Nexhmije Pagarusha, Sonia Sudi
- Films albanais
  - List of Albanian documentary films (en)
  - List of Albanian film chronicles (en)
  - List of Albanian animated films (en)
  - List of Albanian films (en)
- Festivals
- Récompenses

## Patrimoine culturel
- Liste de monuments culturels religieux en Albanie (en)

### Musées
- Liste de musées en Albanie

### Liste du Patrimoine mondial
Le programme Patrimoine mondial (UNESCO, 1971) a inscrit dans sa liste du Patrimoine mondial (au 12/01/2016) : Liste du patrimoine mondial en Albanie.

### Liste représentative du patrimoine culturel immatériel de l’humanité
Le programme Patrimoine culturel immatériel (UNESCO, 2003) a inscrit dans sa liste représentative du patrimoine culturel immatériel de l’humanité (au 10/01/2016) :
- L’isopolyphonie populaire albanaise[7] : Pleqërishte, Vajtim

### Registre international Mémoire du monde
Le programme Mémoire du monde (UNESCO, 1992) a inscrit dans son registre international Mémoire du monde (au 10/01/2016) :
- 2005 : Le Codex Purpureus Beratinus.